# Обухово (Калінінградська область)
Обухово (рос. Обухово) — селище Зеленоградського району, Калінінградської області Росії. Входить до складу Ковровського сільського поселення.
Населення — 23 особи (2015 рік).

## Населення
| 2002 | 2010 |
| ---- | ---- |
| 24   | ↘23  |